# Znamenje
Známenje je v krščanstvu in umetnostni zgodovini arhitekture ime za nabožen spomenik postavljen ob poti, na križišču ali v naselju. Lahko je lesen, kamnit, ali pa zidan iz kamna ali opeke. Znamenja so bila po navadi postavljena iz zaobljube v nesreči v primeru rešitve. Pogosto so tudi poslikana ali vsebujejo kakšen kip svetnika, morda križ.
Po zunanji obliki so zelo podobna kapelicam, vendar se od njih razlikujejo po tem, da nimajo notranjega prostora, v katerega bi lahko človek vstopil. Kvečjemu imajo v zidu ali stebru nišo, v kateri je nameščen kip ali križ. Nekatera imajo poslikave ali niše na vseh štirih stenah.